# Rio Amambaí
Rio Amambaí är ett vattendrag i Brasilien.   Det ligger i delstaten Mato Grosso do Sul, i den södra delen av landet, 1 100 km sydväst om huvudstaden Brasília.
Trakten runt Rio Amambaí består huvudsakligen av våtmarker. Runt Rio Amambaí är det mycket glesbefolkat, med 3 invånare per kvadratkilometer.